# Юдово
Юдово (на македонска литературна норма: Јудово) е село в община Кичево, в западната част на Северна Македония.

## География
Селото е разположено в областта Долна Копачка.

## История
В XIX век Юдово е чисто българско село в Кичевска каза на Османската империя. Църквата „Свети Атанасий“ е от 1845 година. В „Етнография на вилаетите Адрианопол, Монастир и Салоника“, издадена в Константинопол в 1878 година и отразяваща статистиката на населението от 1873 година, Надово (Nadovo) е посочено като село с 14 домакинства с 48 жители българи.
Според статистиката на Васил Кънчов („Македония. Етнография и статистика“) към 1900 година в Юдово живеят 250 българи-християни.
На Етнографската карта на Битолския вилает на Картографския институт в София от 1901 година Удово е чисто българско село в Кичевската каза на Битолския санджак с 20 къщи.
При потушаването на Илинденското въстание османски войски изгарят Юдово, убиват 12 местни жители – мъже и жени, изнасилват 7 жени.
Цялото село e под върховенството на Българската екзархия. По данни на секретаря на екзархията Димитър Мишев („La Macédoine et sa Population Chrétienne“) в 1905 година в Юдово има 240 българи екзархисти.
Статистика, изготвена от кичевския училищен инспектор Кръстю Димчев през лятото на 1909 година, дава следните данни за Юдово:
| Домакинства | Гурбетчии | Грамотни | Грамотни | Грамотни | Неграмотни | Неграмотни | Неграмотни |
| Домакинства | Гурбетчии | мъже     | жени     | общо     | мъже       | жени       | общо       |
| ----------- | --------- | -------- | -------- | -------- | ---------- | ---------- | ---------- |
| 30          | 29        | 37       | 5        | 42       | 64         | 104        | 168        |

При избухването на Балканската война в 1912 година 11 души от Юдово са доброволци в Македоно-одринското опълчение.
След Междусъюзническата война в 1913 година селото попада в Сърбия.
По време на българското управление на Вардарска Македония през Първата световна война Юдово е част от Бръжданска община в Кичевска околия и има 198 жители.
На етническата си карта на Северозападна Македония в 1929 година Афанасий Селишчев отбелязва Юдово като българско село.
Според преброяването от 2002 година селото има 27 жители македонци.
От 1996 до 2013 година селото е част от община Другово.

## Личности
Родени в Юдово
- Дуко Тасев (1855 – 1942), кичевски войвода на ВМОРО[13]
- Стефан Алексиев Червенков (1890 – ?), македоно-одрински опълченец, 20-годишен, 1 рота на 5 одринска дружина[14], подпоручик в 16-ти артелерийски полк през Първата световна война[15], в 1938 година завършва славянска филология в Софийския университет.[16]